# 池田正介

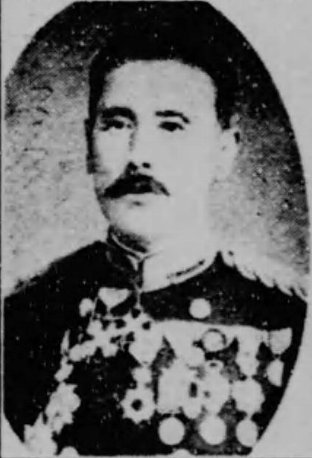
池田正介

池田 正介（いけだ しょうすけ、1855年8月19日〈安政2年7月7日〉 - 1914年〈大正3年〉9月5日）は、日本の軍人。陸軍少将。

## 人物
山口県防府市三田尻の出身。父は池田新之丞。子は四男二女に恵まれる。長男の忠篤は東京慈恵会医科大学を卒業して医師となった。正介の墓所は山口県防府市三田尻の正福寺。
日露戦争の時に北関大捷碑を発見し、朝鮮半島から同碑を日本へ持ち帰り靖国神社に奉納した。

## 官歴
- 1868年（明治元年）
  - 5月 - 軍艦第一丁卯艦に乗組み越後に出征[2]。
  - 6月 - 寺泊港及び松ヶ崎の各所にて賊徒と戦い、後に長州藩の正式隊に加わり秋田港に上陸し、青森に進軍する[2]。
- 1869年（明治2年）5月 - 更に進軍して江刺・函館の各地に転戦する[2]。
- 1872年（明治5年） - 兵学研究のためフランスに留学[2]。
- 1880年（明治13年） - 帰国。陸軍士官学校にて将校教育に従事する[2]。
- 1886年（明治19年）
  - 3月1日 – 免兼職 陸軍大臣伝令使[3]
  - 11月27日 – 陸軍大学校学生学期末大試験委員被仰付[4]
- 1890年（明治23年）
  - 2月8日 - 免　歩兵第1連隊第2大隊長[5]
  - 2月18日 - 兼勤　フランス留学生取締[6]
- 1894年（明治27年）2月21日 - 免　フランス公使館付、補　陸軍大学校兵学教官[7]
- 1896年（明治29年）
  - 1月16日 - 免　大本営付、補　軍務局付[8]
  - 2月24日 - 山縣有朋特命全権大使のロシア出張に東條英教等と共に随行す[9]。
  - 9月25日 - 免　軍務局付、補　歩兵第20連隊連隊長[10]
- 1897年（明治30年）9月7日 - 免　歩兵第20連隊連隊長、補　台湾守備歩兵第2連隊長[11]
- 1898年（明治31年）12月23日 - 免　第4師団司令部付、補　歩兵第10連隊連隊長[12]
- 1900年（明治33年）3月7日 - 休職[13]
- 1904年（明治37年）
  - 2月23日 - 大本営陸軍幕僚附[14]
  - 4月16日 - 外国武官接伴掛[14]。
  - 7月26日 - 第三軍配属外国従軍武官接伴掛首席将校として戦地に出発[14]。
  - 11月1日 - 韓国駐剳軍司令部付[14]
  - 11月30日 - 感鏡道諸隊司令官
- 1905年（明治38年）
  - 1月14日 - 任　陸軍少将[15][16]
  - 2月1日 - 後備歩兵第17旅団長
- 1906年（明治39年）
  - 3月7日 - 歩兵第2旅団司令部付[17][16]
  - 7月6日 - 休職[18][16]
- 1907年（明治40年）3月2日 - 予備役[19][16]

## 栄典・授章・授賞
位階
- 1892年（明治25年）3月11日 - 正六位[20]
- 1895年（明治28年）7月15日 - 従五位[21]
- 1904年（明治37年）7月15日 - 正五位[22]
- 1907年（明治40年）5月31日 - 従四位[23]
- 1914年（大正3年）9月5日 - 正四位[24]

勲章等
- 1887年（明治20年）5月27日 - 勲六等単光旭日章[25]
- 1889年（明治22年）11月29日 - 大日本帝国憲法発布記念章[26]
- 1893年（明治26年）5月26日 - 勲五等瑞宝章[27]
- 1895年（明治28年）10月18日 - 勲四等旭日小綬章[28]
- 1895年（明治28年）11月18日 - 明治二十七八年従軍記章[29]
- 1900年（明治33年）3月31日 - 勲三等瑞宝章[30]
- 1906年（明治39年）4月1日 - 功三級金鵄勲章・勲二等旭日重光章・明治三十七八年従軍記章[31]
- 1912年（大正元年）8月1日 - 韓国併合記念章[32]

外国勲章佩用允許
- 1888年（明治21年）5月1日 - 大南帝国：ドラゴン勲章オフィシエ[33]
- 1894年（明治27年）10月17日 - カンボジア王国：ロワヤルデュカンボージュ勲章コマンドール[34]
- 1894年（明治27年）10月17日 - フランス共和国：レジオンドヌール勲章オフィシエ[34]
- 1894年（明治27年）10月17日 - フランス共和国：トンキン安南従軍記章[34]
- 1896年（明治29年）2月12日 - ロシア帝国：神聖アンナ第二等勲章[35]
- 1896年（明治29年）11月29日 - ロシア帝国：神聖スタニスラス星章付第二等勲章[36]
- 1907年（明治40年）4月16日 - 大韓帝国：勲二等太極章[37]
- 1907年（明治40年）4月16日 - スペイン王国：ロアイヤルジュメリットミリテールルージュ勲章グランクロア[37]
- 1907年（明治40年）7月1日 - バイエルン王国：星章付武功剣付第二等勲章[38]